# عجائب الدنيا السبع

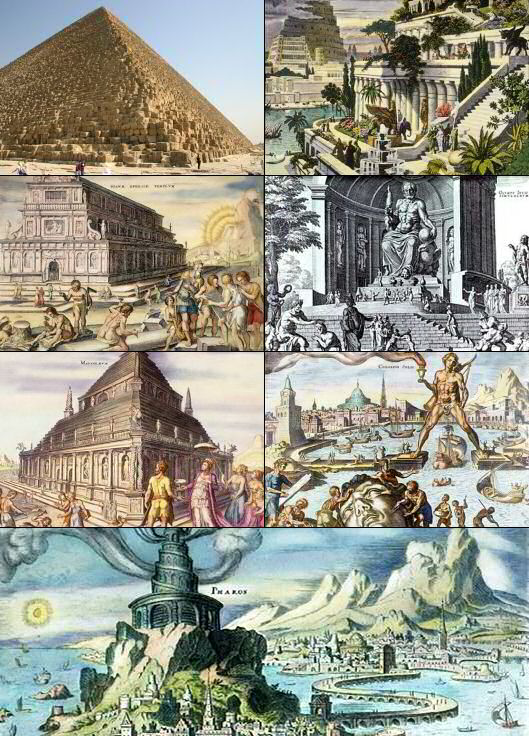
عَجائِب الدُنيا السَبِع القَديمة (من اليمين لليسار): حدائق بابل المعلقة، الهرم الأكبر بالجيزة، تمثال زوس بأولمبيا، هيكل آرتميس، تمثال أبولو رودس، ضريح موسولوس، منارة الإسكندرية كما رسمت في القرن السادس عشر من قبل الفنان الهولندي: مارتن هيمسكيريك.

عجائب الدنيا السبع (باللاتينية: Septem miracula mundi، باليونانية: Τὰ ἑπτὰ θεάματα τῆς οἰκουμένης) أو عجائب الدنيا السبع في العالم القديم تشير إلى منشآت معمارية رائعة من العصور الكلاسيكية القديمة والتي ذُكرت في العديد من الكتيبات الإرشادية السياحية التي اشتهر تداولها بين السياح في اليونان القديمة، لا سيما في القرنين الأول والثاني قبل الميلاد. أبرز تلك كتيب هو ما ألفه كل من أنتيباتر الصيداوي وفيلون البيزنطي، وضم سبعة عجائب تقع جميعها حول حوض البحر الأبيض المتوسط، هي: الهرم الأكبر بالجيزة، حدائق بابل المعلقة، هيكل آرتميس، تمثال زيوس، ضريح موسولوس، تمثال رودس، ومنارة الاسكندرية. تم تأليف عدة كتب تبعت الكتيب الأصلي وسردت في أغلب الأحيان سبعة عجائب، يذكر أن الهرم الأكبر العجيبة الوحيدة التي ما زالت سليمة نسبياً حتى وقتنا الحالي مئة بالمئة، في حين اختفت البقية من الوجود أو لحقتها تغييرات وأضرار بفعل الكوارث الطبيعية المتعاقبة.

## خلفية تاريخية
فتح الفاتحون اليونانيون القُدامى معظم ماعرف من العالم في القرن الرابع قبل الميلاد، مما أعطى السياح اليونانيين فرصة وسهولة الوصول للبلدان الحضارية القديمة وزيارتها، مثل الحضارة الفرعونية والفارسية والبابلية، وفتن هؤلاء السياح بالمعالم والعجائب التي شاهدوها في هذه البلدان، فبدأ السياح بتسجيل مارأوه على الورق ليتذكروها لاحقاً. وكان كل شخص يحمل نسخته الخاصة من هذه القائمة، ولكن أفضل النسخ الموجودة كانت لشاعر يوناني يدعى أنتيباتر الصيداوي، والتي ألفت من 140 سنة قبل الميلاد. وكتب أيضاً عالم الرياضيات فيلو البيزنطي كتاباً أسماه (معالم العالم السبعة)، لكن المخطوطة الوحيدة التي بقيت من هذا الكتاب ذكرت ستة عجائب فقط، اتفق فيها جميعاً مع أنتيباتر الصيداوي. وكان قد استبدل الأخير في أحد نسخه عجيبة منارة الإسكندرية بجدران بابل، وقبل بناء تمثال رودس استعاض المؤلفون التمثال بعجيبة بوابة عشتار.
وحفظ متحف الإسكندرية نسخاً مرجعية لكتب كل من المؤرخ هيرودوت والمعماري كاليماخوس القوريني، تتحدث عن عجائب الدنيا السبع القديمة.
كان تمثال رودس آخر هذه العجائب بناءً، فقد انتهى بناؤه في العام 280 قبل الميلاد، وكان أولها زوالاً، بسبب الزلزال الذي حصل في العام 225/226 قبل الميلاد، وبالتالي، فإن العجائب السبعة ظلت صامدة في نفس الوقت لمدة لا تزيد عن 60 سنة.

## عجائب الدنيا السبع القديمة
| العجيبة              | صورة | تاريخ بناءها                                      | الباني                           | تاريخ دمارها                                                      | سبب دمارها                                                       | الموقع الحالي                       |
| -------------------- | ---- | ------------------------------------------------- | -------------------------------- | ----------------------------------------------------------------- | ---------------------------------------------------------------- | ----------------------------------- |
| الهرم الأكبر بالجيزة |      | 2584 - 2561 ق.م.                                  | قدماء المصريين                   | ما زالت موجودة                                                    | ما زالت موجودة                                                   | أهرام الجيزة، الجيزة، مصر           |
| حدائق بابل المعلقة   |      | 600 ق.م                                           | الكلدانيون                       | بعد القرن الأول قبل الميلاد                                       | زلزال                                                            | الحلة، محافظة بابل أو نينوى، العراق |
| هيكل آرتميس          |      | 550 ق.م                                           | الليديون، اليونانيون             | أحرق في 356 ق.م (من قبل هيروستراتوس). وهدم في 262م (من قبل القوط) | أحرقه هيروستراتوس متعمدًا، وفي المرة الثانية هدمه القراصنة القوط. | سلجوق، محافظة إزمير، تركيا          |
| تمثال زيوس           |      | 466 - 456 ق.م (الهيكل فقط)، 435 ق.م (نُصب تمثالاً). | اليونانيون                       | القرن الخامس - السادس الميلادي                                    | فيضان                                                            | أوليمبيا، اليونان                   |
| ضريح موسولوس         |      | 351 ق.م                                           | اليونانيون، الأخمينيون، الكاريون | 1494م                                                             | فيضان                                                            | بودروم، تركيا                       |
| تمثال رودس           |      | 292 - 280 ق.م                                     | اليونانيون                       | 226 ق.م                                                           | زلزال                                                            | رودس، اليونان                       |
| منارة الإسكندرية     |      | 280 ق.م                                           | البطالمة، اليونانيون             | 1303 - 1480م                                                      | زلزال                                                            | الإسكندرية، مصر                     |